# Roy Hamilton
Roy Hamilton (ur. 16 kwietnia 1929 w Leesburgu (Georgia), zm. 20 lipca 1969 w New Rochelle) – amerykański piosenkarz, który łącząc półklasyczną technikę z tradycyjnym gospelem, przyniósł duszę Great American Songbook. Największy sukces komercyjny Hamiltona przypadł na lata 1954–1961, kiedy był najbardziej popularnym artystą Epic Records. Stał się również pierwszym artystą solowym w historii wytwórni, którego hit był w pierwszej dziesiątce Listy Billboard R&B w USA, gdy  wykonany przez niego utwór „Unchained Melody” osiągnął szóste miejsce w maju 1955 roku.

## Życiorys
Roy Hamilton urodził się w Leesburg w stanie Georgia, gdzie zaczął śpiewać w chórach kościelnych w wieku sześciu lat. Latem 1943 roku, gdy miał czternaście lat, rodzina wyemigrowała na północ do Jersey City w stanie New Jersey w poszukiwaniu lepszego życia. Tam śpiewał z Central Baptist Church Choir, najsłynniejszym afroamerykańskim chórem kościelnym w New Jersey. W Lincoln High School studiował grafikę reklamową i był wystarczająco utalentowany, aby umieścić swoje obrazy w wielu nowojorskich galeriach. W lutym 1947 roku siedemnastoletni Hamilton wygrał konkurs talentów w Teatrze Apollo. W 1948 roku dołączył do Searchlight Gospel Singers i studiował operetkę, współpracując przez ponad rok z trenerem głosu z New Jersey J. Martinem Rollsem.
W połowie 1953 r. Bill Cook odkrył, że Roy śpiewa w klubie nocnym „The Caravan” w Newark. Cook nagrał taśmę demo z jego śpiewem i zwrócił na nią uwagę Columbia Records. 11 listopada 1953 roku Hamilton dokonał pierwszych nagrań dla wytwórni w Nowym Jorku.
Wieczorem 24 lipca 1954 roku pojawił się na liście „Gwiezdnej nocy”, pakietu koncertowego w Chicago Soldier Field, w którym wystąpili Perry Como, Nat King Cole i Sarah Vaughan. 11 września 1954 roku zadebiutował w telewizji krajowej na CBS's Stage Show, prowadzonym przez liderów wielkich zespołów oraz braci Tommy’ego i Jimmy’ego Dorseya.
W połowie 1956 r. Hamilton ogłosił, że wycofuje się z show-biznesu z powodów zdrowotnych. Gdy wznowił karierę rok później, nie był już w stanie tworzyć hitów spełniających standardy popu, ponieważ to rock and roll stał się dominującym nurtem przemysłu muzycznego. Pod koniec 1957 roku Epic Records namówił Hamiltona do nagrania „Don't Let Go”, rockera R&B wyprodukowanego przez Otisa Blackwella - człowieka, który napisał dwa największe przeboje kariery Elvisa Presleya: „ Don't Be Cruel ” i „All Shook Up”.
Ostatni jego przebój, „You Can Have Her” został wydany w 1961 roku, a następnie album Mr. Rock And Soul (1962). Wytwórnia Epic Records traktowała Hamiltona jako główną gwiazdę i wydała szesnaście albumów.
Na początku lipca 1969 roku Roy doznał krwotoku mózgowego w swoim domu w New Rochelle w Nowym Jorku. Został zabrany do szpitala ogólnego w New Rochelle, gdzie leżał w śpiączce przez ponad tydzień. Zmarł 20 lipca 1969 roku w wieku 40 lat. Na pogrzebie Hamiltona czytano wiadomości kondolencyjne wysłane przez Elvisa Presleya, Mahalię Jackson i legendę bluesa B.B. Kinga.

## Dyskografia

### Albumy studyjne
- 1958: With All My Love
- 1959: Why Fight the Feeling?
- 1959: Come Out Swingin'
- 1959: Have Blues Must Travel
- 1960: Spirituals
- 1960: Soft 'n' Warm
- 1961: Only You
- 1962: Mr. Rock and Soul
- 1963: Warm Soul
- 1964: Sentimental Lonely & Blue

### Kompilacje
- 1954: You'll Never Walk Alone
- 1955: The Voice of Roy Hamilton
- 1956: Roy Hamilton
- 1957: You'll Never Walk Alone
- 1957: The Golden Boy
- 1960: Roy Hamilton at His Best
- 1961: You Can Have Her
- 1962: Roy Hamilton's Greatest Hits
- 1963: Roy Hamilton's Greatest Hits, Vol. 2
- 1966: The Impossible Dream